# Рис ап Ител
Рис ап Ител (валл. Rhys ap Ithel; умер около 785 года) — король Гливисинга (750—785).

## Биография

### Первые годы
Рис — сын короля Гвента и Гливисинга Итела III ап Моргана. По одному мнению, его отец, возможно, разделил королевство среди своих сыновей, и когда он около 745 года умер, его сыновья поделили эти земли между собой. Гливисингом стал править Рис ап Ител, а королём большей части Гвента стал Фернвайл ап Ител. Эргинг, возможно, к тому времени уже был завоёван саксами. По другому мнению, братья Риса, Мейриг и Родри, и его сын Брохвайл, возможно, наследовали земли по очереди. Согласно ещё одному предположению, Рис правил одновременно со своим братом Родри. Также упоминается при епископе Катгуареде, совместно с дворянами Паскеном, Гуойднертом, Мейрхионом и другими.
В Книге из Лландафа он появляется со своими братьями Родри, Мейригом и Фернвайлом и с их отцом Ителом в качестве свидетелей устава во времена епископа Бертуина. Позже со своим братом Меуригом, который был королем, во времена епископа Терчана. Наконец он появляется как государь, правитель Гливисинга, во времена епископа Кадуареда. Венди Дэвис предлагает около 745-775 годы как период деятельности Риса в качестве короля.

### Правление
В 754 году произошло второе сражение при Херефорде, в которой валлийцы одержали победу. В той битве погиб Кивелах, епископ Гламоргана. В 755 году саксы вторглись в Южный Уэльс, но в битве при Марчин Вуде они были почетно побеждены.
Согласно «Анналам Камбрии», около 760 (757) года произошла очередная битва при Херефорде в которой, как считается, Ноуи в союзе с правителем Поуиса Элиседом ап Гуилогом нанёс поражение армии Мерсии. Возможно, что Рис также участвовал в этом разгроме мерсийцев. В той битве доблестно погиб храбрый воин Дивнуал ап Теудур.
В 765 году, валлийцы вторглись в Мерсию и нанесли много разрушений (опустошений) и победили саксов, из-за чего Мерсия решила построить вал, дабы отделить Уэльс, а в 769 году уже мерсийцы провели рейд в Уэльс. В 776 году войска Гвента и Гламоргана собрались и вторглись в Мерсию вновь, они сровняли часть вала с землей и вернулись с богатой добычей.
В 778 (в 777, согласно "Хронике Принцев") году мерсийцы под главенством Оффы подвергли опустошению земли южных бриттов, а летом 784 года повторили вторжение. Это вторжение было опустошительным. Оффа восстановил стены своего вала, ближе к себе, оставляя провинцию между реками Уай и Северн, где будет расположено племя Элистана Глодрита, где они станут одним из пяти королевских племен Уэльса.

## Наследие
Считается, что он правил вплоть до своей смерти - 785 год и ему наследовал его сын от Кейнгары, дочери Маредида, правителя Диведа, Артвайл.. По другой версии он умер около 775 года и ему наследовал его сын Мейриг, а ему в свою очередь - Артвайл, который, возможно, не был ему сыном, а был представителем династии из боковой ветви. В книге из Лландафа у него упоминается сын и наследник Домнгуарет, логично предположить, что он умер до отца, поскольку наследовали другие сыновья, и Хивел.